# Методика диагностики самооценки Спилбергера — Ханина
Оценка ситуационной и личностной тревожности. Также известен как опросник Спилбергера.

## Описание диагностики
Диагностика Спилбергера — Ханина — единственная методика, которая позволяет дифференцировано измерять тревожность и как личностное свойство и как состояние, связанное с текущей ситуацией. Этот тест поможет определить выраженность тревожности в структуре личности.

## Теоретические основы
Личностная тревожность характеризует устойчивую склонность воспринимать большой круг ситуаций как угрожающие, реагировать на такие ситуации состоянием тревоги. Реактивная тревожность характеризуется напряжением, беспокойством, нервозностью. Очень высокая реактивная тревожность вызывает нарушение внимания, иногда нарушение тонкой координации. Очень высокая личностная тревожность прямо коррелирует с наличием невротического конфликта, с эмоциональными и невротическими срывами и психосоматическими заболеваниями.
Измерение тревожности как свойства личности особенно важно, так как это свойство во многом обуславливает поведение субъекта. Определенный уровень тревожности — естественная и обязательная особенность активной деятельной личности. У каждого человека существует свой оптимальный, или желательный, уровень тревожности — это так называемая полезная тревожность. Оценка человеком своего состояния в этом отношении является для него существенным компонентом самоконтроля и самовоспитания.

## Процедура проведения
Тест Спилбергера состоит из 20 высказываний, относящихся к тревожности как состоянию (состояние тревожности, реактивная или ситуативная тревожность) и из 20 высказываний на определение тревожности как диспозиции, личностной особенности (свойство тревожности).

### Инструкция
Прочитайте внимательно каждое из приведенных ниже предложений и зачеркните цифру в соответствующей графе справа в зависимости от того, как вы себя чувствуете в данный момент. Над вопросами долго не задумывайтесь, поскольку правильных и неправильных ответов нет.
Тестирование по методике Спилбергера-Ханина проводится с применением двух бланков:
1. Бланк для измерения показателей ситуативной тревожности.
2. Бланк для измерения уровня личностной тревожности.

## Обработка результатов
Обработка результатов включает следующие этапы:
- Определение показателей ситуативной и личностной тревожности с помощью ключа.

- На основе оценки уровня тревожности составление рекомендаций для коррекции поведения испытуемого.

- Вычисление средне группового показателя ситуативной тревожности (СТ) и личностной тревожности (ЛТ) и их сравнительный анализ в зависимости, например, от половой принадлежности испытуемых.

### Ключ
| СТ                      | Ответы                  | Ответы                  | Ответы                  | Ответы                  | ЛТ                     | Ответы                 | Ответы                 | Ответы                 | Ответы                 |
| №                       | 1                       | 2                       | 3                       | 4                       | №                      | 1                      | 2                      | 3                      | 4                      |
| Ситуативная тревожность | Ситуативная тревожность | Ситуативная тревожность | Ситуативная тревожность | Ситуативная тревожность | Личностная тревожность | Личностная тревожность | Личностная тревожность | Личностная тревожность | Личностная тревожность |
| ----------------------- | ----------------------- | ----------------------- | ----------------------- | ----------------------- | ---------------------- | ---------------------- | ---------------------- | ---------------------- | ---------------------- |
| 1                       | 4                       | 3                       | 2                       | 1                       | 21                     | 4                      | 3                      | 2                      | 1                      |
| 2                       | 4                       | 3                       | 2                       | 1                       | 22                     | 1                      | 2                      | 3                      | 4                      |
| 3                       | 1                       | 2                       | 3                       | 4                       | 23                     | 1                      | 2                      | 3                      | 4                      |
| 4                       | 1                       | 2                       | 3                       | 4                       | 24                     | 1                      | 2                      | 3                      | 4                      |
| 5                       | 4                       | 3                       | 2                       | 1                       | 25                     | 1                      | 2                      | 3                      | 4                      |
| 6                       | 1                       | 2                       | 3                       | 4                       | 26                     | 4                      | 3                      | 2                      | 1                      |
| 7                       | 1                       | 2                       | 3                       | 4                       | 27                     | 4                      | 3                      | 2                      | 1                      |
| 8                       | 4                       | 3                       | 2                       | 1                       | 28                     | 1                      | 2                      | 3                      | 4                      |
| 9                       | 1                       | 2                       | 3                       | 4                       | 29                     | 1                      | 2                      | 3                      | 4                      |
| 10                      | 4                       | 3                       | 2                       | 1                       | 30                     | 4                      | 3                      | 2                      | 1                      |
| 11                      | 4                       | 3                       | 2                       | 1                       | 31                     | 1                      | 2                      | 3                      | 4                      |
| 12                      | 1                       | 2                       | 3                       | 4                       | 32                     | 1                      | 2                      | 3                      | 4                      |
| 13                      | 1                       | 2                       | 3                       | 4                       | 33                     | 1                      | 2                      | 3                      | 4                      |
| 14                      | 1                       | 2                       | 3                       | 4                       | 34                     | 1                      | 2                      | 3                      | 4                      |
| 15                      | 4                       | 3                       | 2                       | 1                       | 35                     | 1                      | 2                      | 3                      | 4                      |
| 16                      | 4                       | 3                       | 2                       | 1                       | 36                     | 4                      | 3                      | 2                      | 1                      |
| 17                      | 1                       | 2                       | 3                       | 4                       | 37                     | 1                      | 2                      | 3                      | 4                      |
| 18                      | 1                       | 2                       | 3                       | 4                       | 38                     | 1                      | 2                      | 3                      | 4                      |
| 19                      | 4                       | 3                       | 2                       | 1                       | 39                     | 4                      | 3                      | 2                      | 1                      |
| 20                      | 4                       | 3                       | 2                       | 1                       | 40                     | 1                      | 2                      | 3                      | 4                      |

## Интерпретация результатов
При анализе результатов самооценки надо иметь в виду, что общий итоговый показатель по каждой из подшкал может находиться в диапазоне от 20 до 80 баллов. При этом чем выше итоговый показатель, тем выше уровень тревожности (ситуативной или личностной).
При интерпретации показателей можно использовать следующие ориентировочные оценки тревожности:
· до 30 баллов — низкая,
· 31 — 44 балла — умеренная;
· 45 и более — высокая.
Личности, относимые к категории высоко тревожных, склонны воспринимать угрозу своей самооценке и жизнедеятельности в обширном диапазоне ситуаций и реагировать весьма выраженным состоянием тревожности. Если психологический тест выражает у испытуемого высокий показатель личностной тревожности, то это дает основание предполагать у него появление состояния тревожности в разнообразных ситуациях, особенно когда они касаются оценки его компетенции и престижа.
Лицам с высокой оценкой тревожности следует формировать чувство уверенности и успеха. Им необходимо смещать акцент с внешней требовательности, категоричности, высокой значимости в постановке задач на содержательное осмысление деятельности и конкретное планирование по подзадачам.
Для низко тревожных людей, напротив, требуется пробуждение активности, подчеркивание мотивационных компонентов деятельности, возбуждение заинтересованности, высвечивание чувства ответственности в решении тех или иных задач.
Состояние реактивной (ситуационной) тревоги возникает при попадании в стрессовую ситуацию и характеризуется субъективным дискомфортом, напряженностью, беспокойством и вегетативным возбуждением. Естественно, это состояние отличается неустойчивостью во времени и различной интенсивностью в зависимости от силы воздействия стрессовой ситуации. Таким образом, значение итогового показателя по данной подшкале позволяет оценить не только уровень актуальной тревоги испытуемого, но и определить, находится ли он под воздействием стрессовой ситуации и какова интенсивность этого воздействия на него.
Личностная тревожность представляет собой конституциональную черту, обусловливающую склонность воспринимать угрозу в широком диапазоне ситуаций. При высокой личностной тревожности каждая из этих ситуаций будет обладать стрессовым воздействием на субъекта и вызывать у него выраженную тревогу. Очень высокая личностная тревожность прямо коррелирует с наличием невротического конфликта, с эмоциональными и невротическими срывами и психосоматическими заболеваниями.
Сопоставление результатов по обеим подшкалам дает возможность оценить индивидуальную значимость стрессовой ситуации для испытуемого. Шкала Спилбергера в силу своей относительной простоты и эффективности широко применяется в клинике с различными целями: определение выраженности тревожных переживаний, оценка состояния в динамике и др.

## Практическая значимость
Шкалу самооценки Ч. Д. Спилбергера и Ю. Л. Ханина успешно используют в целях саморегуляции, руководства и психокоррекционной работы.

## Стимульный материал
Бланки для заполнения